# روبن كوبر (لاعب كرة قدم أسترالية)
روبن كوبر (بالإنجليزية: Reuben Cooper)‏ هو لاعب كرة قدم أسترالية أسترالي، ولد في 14 أغسطس 1951.

## وصلات خارجية
- روبن كوبر على موقع AustralianFootball.com (الإنجليزية)
- روبن كوبر على موقع AFLtables.com (الإنجليزية)